# Здание Департамента образования штата Нью-Йорк
Здание Департамента образования штата Нью-Йорк (англ. New York State Education Department Building, State Education Building) — административное здание в Олбани, штат Нью-Йорк. В нем располагаются офисы Департамента образования штата Нью-Йорк, а ранее располагались Музей штата Нью-Йорк и библиотека штата Нью-Йорк. Проект здания разработан Генри Хорнбостелем и реализован в 1912 году. Здание известно своей обширной колоннадой.

## История
Проект здания Департамента образования штата Нью-Йорк был разработан Генри Хорнбостелем и реализовывался в 1908—1911 годах. Оно было "первым крупным зданием, построенным в США исключительно в качестве штаб-квартиры для администрации учебных заведений".
Доктор Эндрю Слоун Дрейпер был первым комиссаром Просвещения штата Нью-Йорк и хотел отдельный корпус, чтобы обеспечить больше места для растущего агентства. В 1906 году, после двух лет переговоров с Нью-Йоркской Легислатуры, Дрейпер добился выделения земли возле Капитолия штата Нью-Йорк. Однако Уильям Кросвелл Доан, первый епископ Олбани, построил храм Всех Святых на Саут-Суон-Стрит, на месте, где Дрейпер изначально планировал поместить здание.
Строительство здания обошлось примерно в $4 миллиона. Оно было закончено 1 января 1911 году, но не использовалось до ноября 1912 года, Государственный музей и библиотека движется в огнеупорную крылья в здание. В марте 1911 г. во время пожар в Капитолии уничтожено около государственной библиотеки, прежде чем он был перенесен, более 450 000 книг и 270 000 рукописей и журналов погибли в этой катастрофе.
В 1959 году было закончено строительство 9-этажной пристройки с северо-восточной стороны здания вдоль Хоук-стрит и Элк-стрит.
Здание было спроектировано в стиле бозар. Оно было включено в Национальный реестр исторических мест США в 1971 году.
В здании размещался Музей штата Нью-Йорк с 1912 года вплоть до 1976 года, когда музей был переведен в Культурно-образовательный центр (часть Эмпайр-Стейт-Плаза). Библиотека штат Нью-Йорк, размещавшаяся в учебном корпусе, также была перенесена в Культурно-образовательный центр.

## Архитектура
Здание Департамента образования штата Нью-Йорк отличается своей массивной колоннадой. В его буклете утверждалось, что колоннада является "одной из самых длинных в мире". Согласно Эмпорису, "36 Коринфских колонн, стоящих на Вашингтон-Авеню, формируют самую длинную колоннаду в Соединенных Штатах". Колоннада состоит из "36 полых мраморных колонн с терракотовыми капителями коринфского ордера и очень широким антаблементом."

Здание имеет Т-образную форму в плане, с колоннадой, образующие верхнюю панель Т. Его неоклассический дизайн отражает повышенный интерес к постройкам в таком стиле, который последовал за Колумбовой выставкой 1893 года. По бокам от входа стоят две скульптуры сидящих детей; эти скульптуры служат фонарными столбами. К важным элементам интерьера относится 94-метровая ротонда, со стеклянно-стальным куполом, и читальный зал высотой 50 м с большими арочными окнами. Ротонда также содержит сводчатые стеклянные мансардные окна и фрески, изображающие "стремление человека к образованию"
- Вид с Вашингтон-Авеню
- Вид с востока на Вашингтон-Авеню
- Вся колоннада
- Вечером
- Другой вид фасада
- Зал Канцлеров

## Внешние ссылки
- Новый Департамент Образования Штата Нью-Йорк Архивная копия от 1 декабря 2019 на Wayback Machine
- Университет штата Нью-Йорк Архивная копия от 9 февраля 2014 на Wayback Machine
- Празднование 100 Лет: Новый Стейт-Билдинг Нью-Йорк Образование. Архивировано из оригинала 5 сентября 2015 года.
- Музей Штата Нью-Йорк Архивная копия от 20 мая 2016 на Wayback Machine
- Штата Нью-Йоркскую Библиотеку Архивная копия от 26 мая 2016 на Wayback Machine